# Lennart Wing
Lennart Wing (* 7. August 1935) ist ein ehemaliger schwedischer Fußballspieler.

## Laufbahn
Wing spielte für Örgryte IS zunächst in der Division 2. 1958 gelang mit der Mannschaft der Aufstieg in die Allsvenskan. Hier spielte der Abwehrspieler bis zum Saisonende der Spielzeit 1964. Im Januar 1965 wechselte er zusammen mit Örjan Persson zu Dundee United nach Schottland. Hier spielte er bis zum Frühjahr 1967 und traf in 67 Spielen neun Mal. Anschließend kehrte er nach Schweden zu Örgryte IS zurück. Seine Karriere ließ er abschließend bei Kungsbacka BI ausklingen.
Wing trat zwischen 1961 und 1965 in 36 Länderspielen für Schweden an. Die Teilnahme an großen Turnieren blieb ihm verwehrt, einzig in der Qualifikation zur Europameisterschaft 1964 wurde das Viertelfinale erreicht. Ein 1:1-Unentschieden und eine 1:3-Niederlage gegen die Sowjetunion bedeuteten jedoch das Verpassen der Endrunde.
| Personendaten    | Personendaten               |
| ---------------- | --------------------------- |
| NAME             | Wing, Lennart               |
| KURZBESCHREIBUNG | schwedischer Fußballspieler |
| GEBURTSDATUM     | 7. August 1935              |